# Kuala Tuha
Kuala Tuha is een bestuurslaag in het regentschap Nagan Raya van de provincie Atjeh, Indonesië. Kuala Tuha telt 523 inwoners (volkstelling 2010).